# Deep Canvas
Deep Canvas, em tradução Tela Profunda, é uma tecnologia desenvolvida pela Walt Disney Animation Studios no fim da década de 90 capaz de dar um efeito tridimensional as pinturas e panos de fundo utilizado nos modernos filmes animados do estúdio. Em 2002 foram criados os primeiros personagens animados por Deep Canvas, as orcas voadoras que aparecem por alguns instantes em O Planeta do Tesouro. O software foi desenvolvido pelo supervisor de computação gráfica da Disney, Eric Daniels, e foi utilizado pela primeira vez no desenho animado Tarzan em 1999. Deep Canvas revolucionou a arte da animação 2D.